# Книга джунглей 2
«Кни́га джу́нглей 2» (англ. The Jungle Book 2) — полнометражный мультфильм, созданный студией DisneyToon Studios в Сиднее в Австралии и выпущенный студией Уолта Диснея и компанией Buena Vista Distribution. Официальная премьера фильма состоялась в США 9 февраля 2003 года. «Книга джунглей 2» является сиквелом диснеевского мультфильма «Книга джунглей», в котором Хэйли Джоэл Осмент озвучил Маугли, а Джон Гудмен озвучил медведя Балу. Несмотря на то, что данный мультфильм позиционировался как «для продажи только на видеоносителях», компания Диснея сначала представила его на экранах, подобно сиквелу «Питера Пэна», «Питер Пэн 2: Возвращение в Нетландию».

## Сюжет
Некоторое время пожив в деревне людей, Маугли становится местной знаменитостью благодаря своим рассказам о веселье в джунглях. Однако его приёмный отец, которого Маугли называет «сэр», боится джунглей из-за царапины, полученной от Шер-Хана. Маугли скучает по джунглям, то же самое чувствует по отношению к нему его старый друг Медведь Балу. Однажды он, даже несмотря на запрет Багиры, пробирается в деревню и забирает Маугли, к великой радости последнего. За ними по пятам идут возлюбленная Маугли, девочка Шанти, и его маленький сводный брат Ранджан, который втайне очарован его рассказами о джунглях и хочет жить вольной жизнью диких зверей. Но не только эти четверо вышли на арену: тигр Шер-Хан жаждет мальчику мести и теперь намерен убить его…

## Роли озвучивали[6][7]
| Оригинальное озвучивание | Персонаж         |
| ------------------------ | ---------------- |
| Хэйли Джоэл Осмент       | Маугли           |
| Джон Гудмен              | медведь Балу     |
| Боб Джолс                | пантера Багира   |
| Тони Джей                | тигр Шер-Хан     |
| Мэй Уитман               | Шанти            |
| Коннор Фанк              | Ранжан           |
| Джон Рис-Дэвис           | отец Ранжана     |
| Вина Бидаша              | Мессуа           |
| Джим Каммингс            | питон Каа        |
| Джим Каммингс            | слон Хатхи       |
| Джим Каммингс            | бабуин Фланки    |
| Джим Каммингс            | стервятник Баззи |
| Джимми Беннетт           | слонёнок Джуниор |
| Барон Дэвис              | стервятник Диззи |
| Джефф Беннетт            | стервятник Флэпс |
| Джесс Харнелл            | стервятник Зигги |
| Фил Коллинз              | стервятник Лаки  |

## Прокат
Прокат мультфильма в Канаде, Финляндии и Японии стартовал 14 февраля 2003 года, в Казахстане и России — 1 мая 2003 года, в Турции — 16 мая 2003 года.

## Некоторые детали
- Идея создать сиквел к мультфильму «Книга джунглей» появилась в 1990-е года. Оригинальная идея имела следующий сюжет: Балу влюбляется в медведицу и пытается спасти её от браконьера. Однако в конечном счёте студия Дисней решила создать другую версию сиквела, с оригинальными персонажами[8][9].
- Джон Гудмен записывал своё озвучивание в Новом Орлеане, в то время, как Хэйли Джоэл Осмент записывал озвучивание в Калифорнии[5].
- В 2001 году возник конфликт по-поводу персонажа Луи. Вдова Луи Прима, озвучившего джазовое пение обезьяньего короля Луи в мультфильме «Книга джунглей» 1967 года, подала иск против Диснея за «нарушение договора без выплаты авторских отчислений, обогащение, мошенничество и неумышленное введение в заблуждение». По её мнению, Дисней незаконно использовал персонажа Луи, а также голос её мужа в своих других работах. Позднее конфликт был урегулирован Диснеем во внесудебном порядке, пообещав больше нигде не использовать образ Луи. Это основная причина, почему он не появляется в сиквеле[5].
- Во время исполнения классической мелодии «Ищи лишь только нужное» из первой части мультфильма, два грушевидных предмета ударяют удава Каа по голове, делая его похожим в этот момент на Микки Мауса[5].